# Eresiarca
Eresiarca è il fondatore o il capo di una eresia, la quale quasi sempre da lui prende il nome. Tale termine è usato generalmente in contesti riguardanti il Cristianesimo.
Nonostante nel primo periodo cristiano, al pari della parola eresia, il termine non possedesse alcuna accezione negativa, col tempo subì una progressiva condanna da parte di tutta la cristianità.
Poiché a capo di un'eresia, l'eresiarca riconosciuto come tale dalla Chiesa è oggetto di scomunica.

## Etimologia
Esso deriva dal greco αἱρεσιάρχης (trasl. hairesiàrches), unione delle due parole αἵρεσις (trasl. hàiresis) (letteralmente "scelta", da cui si originerà il termine eresia) e ἄρχω (trasl. àrchō) (verbo col significato di "essere a capo"); lo stesso suffisso -arca si può trovare nelle parole monarca o patriarca.

## Esempi di eresiarchi
Tra gli eresiarchi si possono annoverare:
- Montano, fondatore della dottrina eretica del Montanismo;
- Ario, fondatore della dottrina eretica dell'Arianesimo;
- Mani, fondatore della dottrina eretica del Manicheismo;
- Marcione, fondatore della dottrina eretica del Marcionismo;
- Fra' Dolcino, fondatore della setta dei Dolciniani;
- Martin Lutero, iniziatore della Riforma Protestante;
- Enrico VIII d'Inghilterra, fautore dello scisma anglicano e fondatore dell'Anglicanesimo.

Sono inoltre eresiarchi numerosi antipapi contemporanei minori, fondatori di piccole sette scismatiche dalla Chiesa cattolica, tra cui Clemente Domínguez, papa della Chiesa cattolica palmariana.